# Joan Antoni Ucher i Soto
Joan Antoni Ucher i Soto, nascut el 14 juny 1935 a Gracia (Barcelona), fou un músic de danses populars i tradicionals catalanes. Especialitat an l'instrument de l'acordió.

## Biografia

### Carrera musical
Molt aviat va començar a estudiar música. Examinant-se a l'escola municipal de música de Barcelona, i estudiant l'instrument de l'acordió a l'institut Mosar ubicat també a Barcelona. 

## Danses populars i tradicionals catalanes
L'entrada en el món de la dansa popular catalana bé de la mort del gran folklorista i mestre adjunt Joan Comas i Vicens, fundador de l'Esbart ballets de Catalunya i on en Joan Antoni va fer els primers passos dins de la dansa popular i tradicional.

### Esbart Comtal
A l'any 1964 es van reunir una vintena de persones amants de la dansa catalana i en el que estava inclòs Joan Antoni i varen fundar l'Esbart Comtal al barri de Gràcia.
Des de la fundació del nou esbar, va participar com dansaire i membre de la junta, i professor de la secció infantil. Més tard també com sot director del Cos de Dansa.
Al 1969, L'esbart Comtal canvia de lloc i passa a la Cooperativa de teixidors a Mà. en aquesta entitat es on es va formar el cos de bastoner que més tard prendria el nom de Bastoners de Barcelona, en l'any 1991 és aquesta secció que la gestionava i portava en Joan Antoni Ucher, com a cap de colla i professor durant més de 40 anys ininterrompudament.
El 1988 va tornar a la font de direcció de l'esbart con tal com a professor de dansa, per causa de la mort d'en Josep Viñals i Carbonell que era lectual professor.
La continuïtat en l'Esbart Comtal passa per deixar l'ensenyament de la dansa i el ball de bastons i agafar la direcció general tècnica i fer la supervisió de la programació de l'esbart.
En la dansa, la seva recerca passa per la reconstrucció del ball del Ram i el Ventall de Gracia.

### Bastoners de Barcelona
En l'any 1969, aproximadament comença a formar-se el cos de bastons, amb l'acompanyament de l'acordió, la qual cosa va servir per crear una gran tasca amb tot lo relacionat amb el món del Ball de Bastons.
En el ball de bastons, es dedica a la creació d'un gran repertori de balls i músiques.
L'experiència adquirida al llarg dels anys com a cap de colla i com a professor li ha servir per poder compartir l'ensenyament que a pres durant el pas del temps a noves colles de ball de bastons que es van formant, i al mateix temps coordinar i assessorar a grups i esbarts que han volgut muntar algun ball de bastons, com també a escoles ja sigui dins l'aula en forma de rítmic-musical o bé en formar de tallers de ball de bastons.

## Premis
A l'abril de 2006 va ser guardonat amb el premi de la vila de Gràcia-2005. Premi a la millor iniciativa ho acció en defensa de la llibertat de Catalunya i de divulgació o promoció de la llengua catalana i per la defensa i promoció dels valors de la cultura catalana, manifestat en el l'impuls de la dansa popular.
Durant la celebració de la 32 Trobada Nacional de Bastoners de Catalunya, es va concedir la distinció de plata i el diploma acreditatiu, per la tasca realitzada al llarg de més de 50 anys al servei de la cultura i el ball de bastons, el guardó es va concedir el 16 de juny del 2007 a Cambrils (Baix Camp).
A Agramunt, va ser guardonat amb el segon premi, del segon concurs de música per a ball de bastons, es va fer entrega del premi durant les Festa Major, el 2 de setembre del 2007.
La societat l' Anella de gràcia (Barcelona), promotora de la sardana, va concedir un reconeixement públic i durant una audició de sardanes per la seva contribució com a mestre bastoners, esdeveniment celebrat el dia 30 de setembre del 2007.
Va formar part de l'equip que va recuperar el ball de Serrallonga de la Vila de Gràcia, la representació fou el 21 de juny del 2008, a 21:30 hores a la plaça de la Vila. Amb la col·laboració d'entitats de Gràcia i les colles de la cultura de la Vila de Gràcia.
La confederació sardanista de Catalunya, va acordat concedir la medalla del marit de la dansa, per la dedicació de tota una vida al folklore Català el lliurament del guardó va tenir lloc el dia 25 de novembre del 2016 al teatre l'amistat de Mollerussa durant la celebració de Mollerussa, capital de la Sardana del 2016.